# European Christian Mission
European Christian Mission (ECM) is een internationale en interkerkelijke zendingsorganisatie met als doel nieuwe gemeenten te stichten in Europa. De voornaamste activiteiten zijn evangelisatie, gemeentestichting en gemeenteopbouw.
ECM is in 18 Europese landen actief, met name in Zuid- en Oost-Europa, maar ook in Nederland, Duitsland en Frankrijk. Kantoren van waaruit zendelingen worden uitgezonden en ondersteund staan in Australië, Groot-Brittannië, Nederland, Noord-Ierland, Spanje en de Verenigde Staten.

## Samenwerking
Het stichten van nieuwe gemeenten doet de ECM samen met bestaande kerken in het werkgebied. Meestal zijn dit kerkgenootschappen van protestantse of evangelische signatuur, zoals baptisten, evangelische en pinkstergemeenten. De nieuw gestichte gemeenten kunnen zich daardoor gemakkelijk bij deze al bestaande netwerken aansluiten.

## Oprichting en geschiedenis
ECM is ontstaan in 1904 in Estland, dat toen een deel van Rusland was. Hans Raud ging voor tijdens een gebedsbijeenkomst rond de jaarwisseling. Bij die bijeenkomst was politie in burger aanwezig om de sprekers na afloop te arresteren. Door de prediking van Hans Raud kwam de politieofficier echter tot geloof en zag deze van de geplande arrestaties af.
Volgens de 18-jarige Raud riep God hem op om zijn leven in te zetten om Europa opnieuw met het evangelie van Jezus Christus te gaan bereiken. Vanwege de Russische Revolutie van 1905 en het begin van Eerste Wereldoorlog ging Raud naar de VS waar hij in 1922 in New York de zendingsorganisatie voor Europa (ECM) pas goed kon opzetten. In 1927 werden ook kantoren in Londen en Canada geopend. Het werkgebied was toen met name Oost-Europa. Na de Tweede Wereldoorlog kwamen er kantoren in Australië, Nieuw-Zeeland, Zuid-Afrika en Noord-Ierland bij. Raud bleef tot zijn dood in 1953 de leider van ECM.
In Nederland werd in 1953 de Europese Evangelische Zending opgericht, door onder meer George Brucks. Deze fuseerde in 1993 met ECM. Internationaal heeft de organisatie tegenwoordig de naam European Christian Mission International (ECMI), waarin een aantal nationale ECM organisaties samenwerken.

## Kerkplanten
De missionaire strategie die ECM gebruikt is kerkplanting of gemeentestichting. Dit is een langetermijnproces waarbij verschillende zendingswerkers actief kunnen zijn. De werkers van ECM maken daarbij gebruik van principes uit verschillende gemeentestichtingsmodellen zonder daarbij strikt één of meerdere modellen te volgen.
Fasen in de missionaire processen:
- Op verschillende manieren contacten met mensen leggen; dat kan variëren van uitingen op internet, organiseren van concerten of theater, uitzendingen op (lokale) radio en tv.
- Daarna het opbouwen van deze relaties.
- In de relaties het geloof laten zien en het evangelie uitdragen.
- Als mensen tot geloof komen, of zoals dat in Europa vaak wordt omschreven 'hun geloof vernieuwd wordt', worden deze jonge gelovigen begeleid om hun jonge geloof te ontwikkelen, dit proces wordt ‘discipelen’ genoemd, en is misschien wel de kern van zending, volgens de Grote Opdracht.
- In het gemeentestichtingstraject is het daarna belangrijk dat als er een klein groepje jonggelovigen is, dat er leiders worden getraind.
- Laatste fase in het stichten van gemeenten is het groeien naar geestelijke en kerkelijke volwassenheid. In deze fase helpt ECM de gemeente om structuren te maken, afspraken over hoe bijvoorbeeld leiders worden gekozen en een bepaalde geloofsbelijdenis wordt aanvaard.

## Nevenactiviteiten
Behalve het stichten van nieuwe gemeenten houdt ECM zich bezig met of ondersteunt het kinderwerk, zomerkampen, onderwijs in de Engelse taal aan Bijbelscholen, gehandicaptenzorg, christelijke boekhandels, hulp aan drugsverslaafden, Bijbelvertalen, culturele emancipatie van minderheden, vluchtelingenzorg, wederopbouw in oorlogsgebieden.

## ECM in Nederland
ECM-Nederland is gevestigd in Deventer. In totaal zijn er zo’n 40 werkers (gezinnen en alleenstaanden) uitgezonden vanuit Nederland. Op het kantoor in Deventer werken vijf betaalde medewerkers en enkele vrijwilligers. ECM-Nederland wordt ondersteund door giften van particulieren, kerken en derden. ECM is deelnemer in de Evangelische Alliantie en de Evangelische Zendingsalliantie. ECM-Nederland is sinds 1993 de voortzetting van de in 1953 opgerichte Europese Evangelische Zending (EEZ).